# Могочинское сельское поселение
Могочинское се́льское поселе́ние — муниципальное образование в Молчановском районе Томской области Российской Федерации. Административный центр — село Могочино.

## История
Статус и границы сельского поселения установлены Законом Томской области от 9 сентября 2004 года № 196-ОЗ «О наделении статусом муниципального района, сельского поселения и установлении границ муниципальных образований на территории Молчановского района».

## Население
| 2002  | 2008  | 2010  | 2012  | 2013  | 2014  | 2015  |
| ----- | ----- | ----- | ----- | ----- | ----- | ----- |
| 4107  | ↘3653 | ↘3227 | ↘3203 | ↗3208 | ↘3173 | ↘3119 |
| 2016  | 2017  | 2018  | 2019  | 2020  | 2021  |       |
| ↗3124 | ↘3113 | ↘3097 | ↘3081 | ↗3085 | ↘2986 |       |

## Состав сельского поселения
| № | Населённый пункт | Тип населённого пункта       | Население |
| - | ---------------- | ---------------------------- | --------- |
| 1 | Игреково         | село                         | ↘96       |
| 2 | Могочино         | село, административный центр | ↘2447     |
| 3 | Сулзат           | село                         | ↘443      |